# Nationale fietsroute 7 - Juraroute

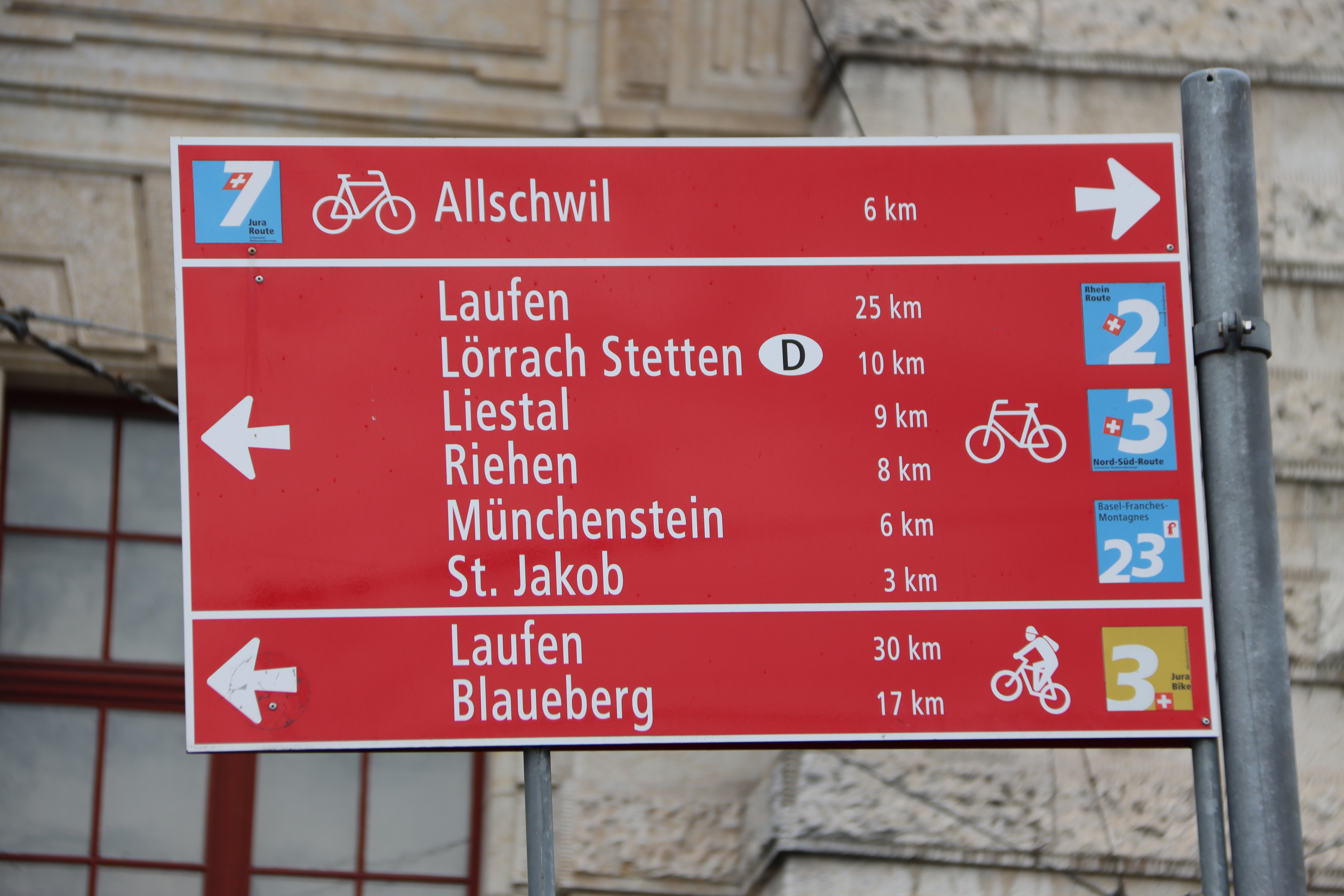

De 7: Jura-Route is een 280 km lange langeafstandsfietsroute in Zwitserland (en een klein stukje Frankrijk) welke onderdeel is van Fietsnetwerk Veloland Schweiz. De route gaat dwars door de Jura. De route is bewegwijzerd in twee richtingen en wordt aangegeven met het cijfer 7. 

## Traject
De route start in Bazel aan de Rijn, een knooppunt van vele routes. Hier kan worden gekozen voor de EuroVelo EV5 Via Romea Francigena, de EuroVelo EV6 Atlantische kust naar de Zwarte Zee of de EuroVelo EV15 Rijnroute. De nationale fietsroutes 2: Rhein-Route en 3: Nord-Süd-Route kunnen hier ook worden opgepakt. In Bättwil kruist de route de regionale route 97 Dreiland-Radweg.
De route voert over de Challhöchi (747 m) naar Kleinlützel waar de route even later Frankrijk in gaat. Ze volgt de grensrivier Lützel (Frans: Lucelle) naar de Franse plaats Lucelle en gaat dan weer Zwitserland in. Bij Saint-Ursanne bereikt de route de rivier de Doubs. Daarna klimt ze naar boven de 1000 m en blijft gedurende lange tijd boven deze hoogte. Pas bij Travers daalt ze weer. Na Les Breuleux gaat de route over de Mont Soleil (1248 m). 
Tussen Travers en Buttes houdt de route een hoogte aan van zo'n 700-800 m. Bij La Côte-aux-Fées stijgt ze weer naar boven de 1000 m (tot Baulmes). Na L’Auberson gaat de route over de Col de l'Aiguillon (1293 m) en daalt dan af naar Baulmes.
Na Vallorbe stijgt de route opnieuw naar boven de 1000 m en bereikt het Lac de Joux. De route beklimt de Col du Marchairuz maar slaat net voor het hoogste punt af, wel wordt hier het hoogste punt van de route bereikt (1354 m). Nu volgt de afdaling naar het Meer van Genève en het eindpunt Nyon. In Nyon kan worden aangesloten op de EuroVelo EV17 Rhôneroute, de landelijke route 1: Rhone-Route en de regionale route 46 Tour du Léman.

## Aansluitingen met Europese fietsroutes
- In Bazel kan worden aangesloten op de EuroVelo EV5 Via Romea Francigena.
- In Bazel kan worden aangesloten op de EuroVelo EV6 Atlantische kust naar de Zwarte Zee.
- In Bazel kan worden aangesloten op de EuroVelo EV15 Rijnroute.
- In Nyon kan worden aangesloten op de EuroVelo EV17 Rhôneroute.

## Aansluitingen met andere fietsroutes
- In Bazel kan worden aangesloten op de landelijke route 2: Rhein-Route.
- In Bazel kan worden aangesloten op de landelijke route 3: Nord-Süd-Route.
- In Bazel kan worden aangesloten op de Dreiland-Radweg.
- In Bättwil kruist de route de regionale route Dreiland-Radweg (nummer 97).
- In Courtemaîche kan worden doorgestoken naar Porentruy waar kan worden aangesloten op La FrancoVéloSuisse.
- In Nyon kan worden aangesloten op de landelijke route 1: Rhone-Route.
- In Nyon kan worden aangesloten op de regionale route Lac du Léman (nummer 46).
- Onderweg kan op diverse plaatsen worden aangesloten op regionale en lokale routes van Fietsnetwerk Veloland Schweiz.